# Chiaverano
Chiaverano est une commune de la ville métropolitaine de Turin dans le Piémont en Italie.

## Histoire
Chiaverano est le lieu de naissance d'Efisio Giglio-Tos, fondateur de la Corda Fratres, et de son frère Ermanno Giglio-Tos, zoologiste, élève puis assistant de Michele Lessona.

## Économie
Commune agricole, elle produit un fromage local, les Tomini di Chiaverano, obtenu avec du lait caillé frais tout de suite après la traite

## Administration
| Période                                  | Période  | Identité         | Étiquette    | Qualité |
| ---------------------------------------- | -------- | ---------------- | ------------ | ------- |
| 14 juin 2004                             | En cours | Giancarlo Tonino | Lista Civica |         |
| Les données manquantes sont à compléter. |          |                  |              |         |

### Hameaux
Bienca

### Communes limitrophes
Donato, Andrate, Borgofranco d'Ivrea, Sala Biellese, Torrazzo, Montalto Dora, Burolo, Ivrea, Cascinette d'Ivrea

### Évolution démographique
Habitants recensés

### Jumelages
- Mane (France)